# Gare d'Iisalmi
La gare d'Iisalmi (en finnois : Iisalmen rautatieasema)  est une gare du réseau  ferroviaire de Finlande située à Iisalmi en Finlande.

## Situation ferroviaire
Iisalmi est une gare de croisement située à l'intersection des lignes Kouvola–Iisalmi, Iisalmi–Kontiomäki et Iisalmi–Ylivieska. 
La distance entre la gare d'Iisalmi et la gare centrale d'Helsinki est de 550,4 kilomètres de voie.
Les fonctions de contrôle du trafic sont assurées 24h/24 et 7j/7 par un opérateur ferroviaire local. 
Parallèlement, il contrôle également à distance le trafic de la ligne Iisalmi–Kontiomäki et vend des billets de train.

## Histoire
En 2008, la gare a accueilli  110 000 voyageurs.

### Intermodalité

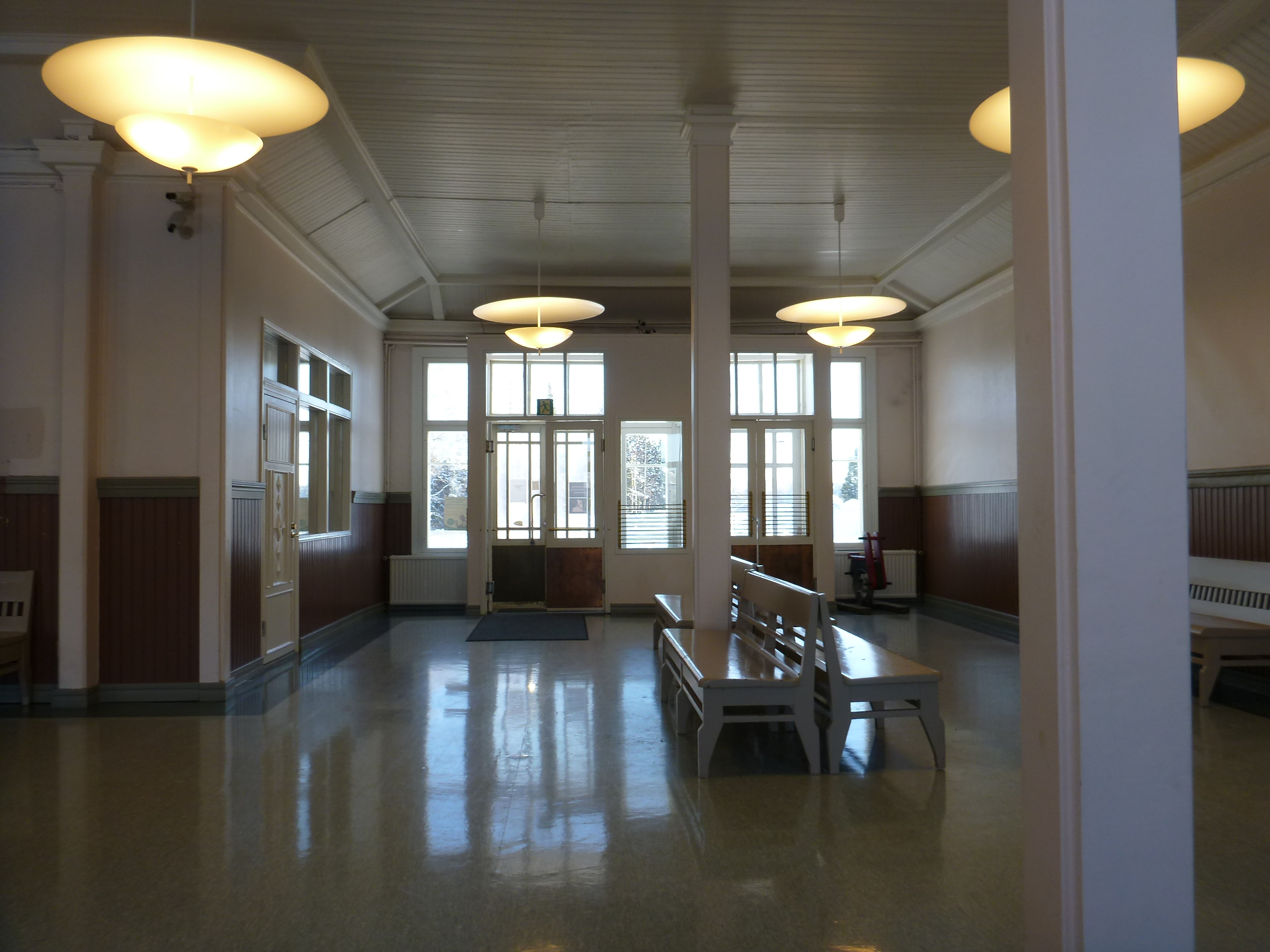
Intérieur de la gare.